# Záviš Kalandra
Záviš Kalandra, né le 10 novembre 1902 à Frenštát pod Radhoštěm (Margraviat de Moravie) et mort le 27 juin 1950 à Prague (Tchécoslovaquie), est un historien, journaliste, écrivain et théoricien de la littérature tchécoslovaque.
Il est le grand-oncle du musicien tchécoslovaque Petr Kalandra (cs). 

## Biographie
Kalandra naît dans une famille de médecins. Après des études secondaires à Valašské Meziříčí, il entreprend des études de philosophie et de philologie classique (de 1922 à 1927), à l'université Charles de Prague. Entre 1928 et 1930, il poursuit ses études à Berlin. Il s’intéresse aux travaux d'Arthur Schopenhauer et à la psychanalyse, et devient l'un des membres du groupe surréaliste tchèque, dans lequel il fait la connaissance de Karel Teige. Dans les années 1930, il entre aussi en contact avec les surréalistes français, dont Paul Éluard.
Entré au Parti communiste tchécoslovaque en 1923, il consacre les années d'avant-guerre au journalisme politique. Il travaille ainsi pour plusieurs journaux de gauche : de 1926 à 1928, il travaille pour le journal étudiant Avant-garde ; de 1928 à 1936, il est rédacteur en chef pour les quotidiens Rudé právo (Le Droit rouge ou La Justice rouge) et Haló noviny et le journal Tvorba (La Création). Au milieu des années 1930, il fait partie, aux côtés de Jiří Weil, Karel Teige et Emil František Burian, des quelques intellectuels qui osent critiquer les procès staliniens en Union soviétique. Avec Josef Guttmann (cs), il publie deux brochures, dans lesquels les deux hommes critiquent les dirigeants moscovites et la soumission des communistes européens devant les procès organisés à l'Est.
En 1936, lors du VIIème congrès (cs) du Parti communiste tchécoslovaque, il est exclu, accusé d'être proche des idées trotskistes. Aussi, en 1937 et 1938, toujours avec Guttmann, entreprend-il de fonder deux journaux, Proletář (Prolétaire) et Proletářské noviny (Journal prolétarien), pour contrer la presse fidèle à Staline. Il écrit également pour le journal illustré Světozor et le magazine politique Přítomnost (Présent), et rédige l'encyclopédie Naučný slovník aktualit. 
Après l'occupation de la Tchécoslovaquie par l'Allemagne nazie, Kalandra intègre le journal résistant V boj. En 1939, il est arrêté par la Gestapo. Jusqu’à la fin de la guerre, il est emprisonné dans les camps de concentration de Ravensbrück et Sachsenhausen. 
Après la guerre, il retourne à la politique. Il reprend également son travail d'historien avec České pohanství, une étude sur l’histoire et la mythologie de la Bohême. La première partie du manuscrit lui avait été confisquée par la Gestapo, lors de son arrestation en 1939. Kalandra doit donc la reconstituer. Son travail est publié en 1947. En 1948, il commence une étude psychanalytique sur la réalité du rêve, mais n’a pas le temps de l'achever. 
En effet, le 7 novembre 1949, la StB effectue une descente de police dans le but d'arrêter Arnošta Ungára, son beau-frère et ami proche. Kalandra résidant dans la même maison que lui, il est arrêté de façon opportuniste. À ce moment, la StB est à la recherche de quelqu'un pouvant figurer comme agitateur trotskiste au procès de Milada Horáková. Bien que Kalandra ne la connaisse pas personnellement, il fait l'affaire en raison de son passé antistalinien. Lors du procès (cs) qui s'ouvre devant le tribunal d'État le 31 mai 1950, il récite le texte qu'on lui a demandé d'apprendre mais en faisant preuve de sarcasme et d'ironie, ce qui agace passablement le procureur Juraj Vieska (cs). Le 8 juin 1950, il est condamné à la peine de mort avec Milada Horáková, Jan Buchal et Oldřich Pecl (cs). Après le rejet de leurs appels et de leurs recours en grâce, ils sont exécutés par pendaison le 27 juin 1950 à la prison de Pankrác à Prague. Kalandra est le premier à monter sur la potence. 
Après l'exécution, sa dépouille est remise à l'Institut de médecine légale pour autopsie. Cette dernière est réalisée le 29 juin 1950 par le Dr Řehánek. Après quoi, sa dépouille est incinérée au crématorium de Strašnice (en) le 6 juillet 1950 à 6 h 30. Le 6 octobre 1953, son urne funéraire est déplacée du crématorium vers un entrepôt de la prison de Pankrác, où elle disparaît. Il existe cependant une tombe symbolique en son honneur au cimetière de Ďáblice (en). 
Sa condamnation est annulée en 1968 par la Cour suprême tchécoslovaque (cs) mais il n'est complètement réhabilité qu'en 1990. En 1991, le président Václav Havel lui remet, à titre posthume, la grand-croix de l'ordre de Tomáš Garrigue Masaryk (en).